# Fosforek indu
Fosforek indu, InP – nieorganiczny związek chemiczny indu i fosforu, półprzewodnik.